# 朱鞠内湖

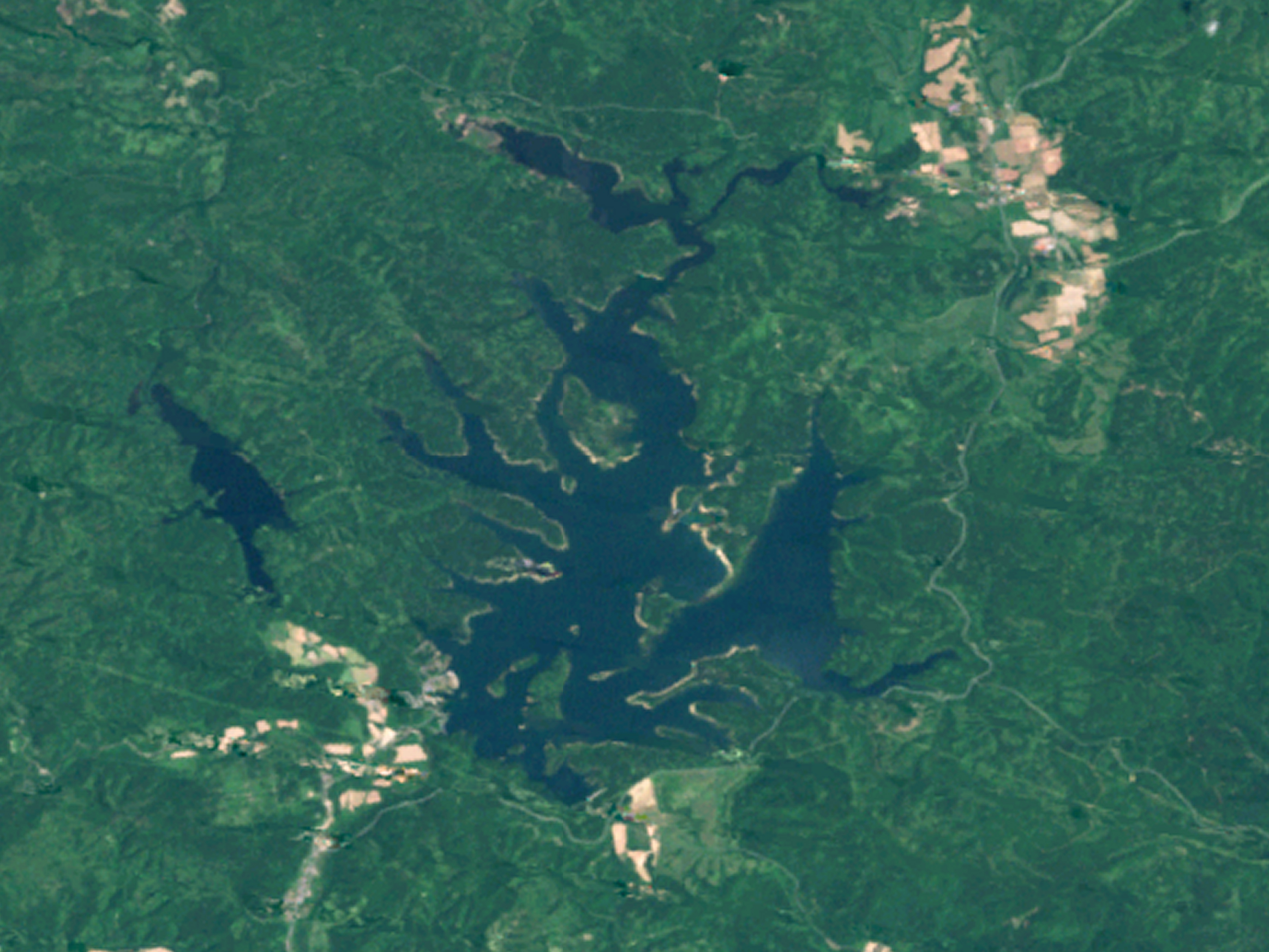
ランドサットによる衛星画像

朱鞠内湖（しゅまりないこ）は、北海道雨竜郡幌加内町、雨竜川上流に位置する湖。日本最大の広さ（湛水面積）をもつ人造湖である。

## 概要
1943年（昭和18年）雨竜第一ダムの完成により生じた。日本最大の湛水面積（広さ2,373ヘクタール、23.73平方キロメートル）を持ち、総貯水容量も戦後に佐久間ダムが完成するまでは日本一であった。

### 名称の由来
所在地名より。アイヌ語に由来するが、諸説ある。

### 熊害事件
2023年5月14日に朱鞠内湖湖岸で釣り客の男性（54）がヒグマに襲われ死亡した事件

## 環境と利用
湛水に伴い入り組んだ複雑な湖岸や大小の島が誕生し、周囲の森林とも相俟って、さながら天然の湖の様相を見せる。
1974年に湖周辺は朱鞠内道立自然公園に指定され、カヌーやボート、釣りをする人の姿もみられる。「幻の魚」とされるイトウがまれに釣れる。冬季間はワカサギ釣りでも賑わいを見せている。
朱鞠内は、内陸で標高も高く（湖面標高282m）盆地状で、緯度も高いため、北海道内でも特に寒冷な地域として有名であり、条件が良ければ冬季にダイヤモンドダストも観測できる。
|                   | 1月   | 2月   | 3月   | 4月   | 5月  | 6月  | 7月   | 8月   | 9月   | 10月  | 11月  | 12月  | 年     |
| ----------------- | ----- | ----- | ----- | ----- | ---- | ---- | ----- | ----- | ----- | ----- | ----- | ----- | ------ |
| 最高気温極値（℃） | 4.6   | 6.6   | 11.3  | 23.6  | 28.0 | 30.0 | 31.7  | 33.9  | 28.5  | 22.6  | 18.3  | 9.5   | 33.9   |
| 平均最高気温（℃） | -5.2  | -4.3  | 0.0   | 6.9   | 14.2 | 19.8 | 23.3  | 23.9  | 18.9  | 12.1  | 3.6   | -2.2  | 9.2    |
| 平均最低気温（℃） | -15.5 | -16.4 | -11.0 | -2.7  | 2.1  | 7.8  | 12.8  | 14.1  | 8.1   | 1.8   | -3.3  | -9.7  | -1.0   |
| 最低気温極値（℃） | -35.8 | -33.6 | -33.2 | -17.8 | -6.2 | -2.3 | 1.7   | 2.7   | -1.6  | -7.9  | -21.0 | -29.7 | -35.8  |
| 降水量（mm）      | 150.0 | 99.5  | 96.6  | 72.8  | 78.6 | 73.1 | 123.4 | 151.8 | 190.7 | 193.3 | 220.5 | 193.7 | 1643.9 |
| 降雪量計（cm）    | 298   | 213   | 196   | 75    | 14   | 0    | 0     | 0     | 0     | 8     | 188   | 339   | 1329   |
| 最大積雪深（cm）  | 198   | 217   | 218   | 167   | 46   | 0    | 0     | 0     | 0     | 4     | 68    | 145   | 231    |

（朱鞠内 月ごとの平年値 気象庁）